# Mäuseschwanz-Federschwingel
Der Mäuseschwanz-Federschwingel (Festuca myuros), auch als Mäuse-Federschwingel oder Mäuse-Fuchsschwingel bezeichnet, ist eine Pflanzenart aus der Gattung der Schwingel (Festuca) innerhalb der Familie der Süßgräser (Poaceae). Sie ist in Eurasien weitverbreitet.

## Erscheinungsbild

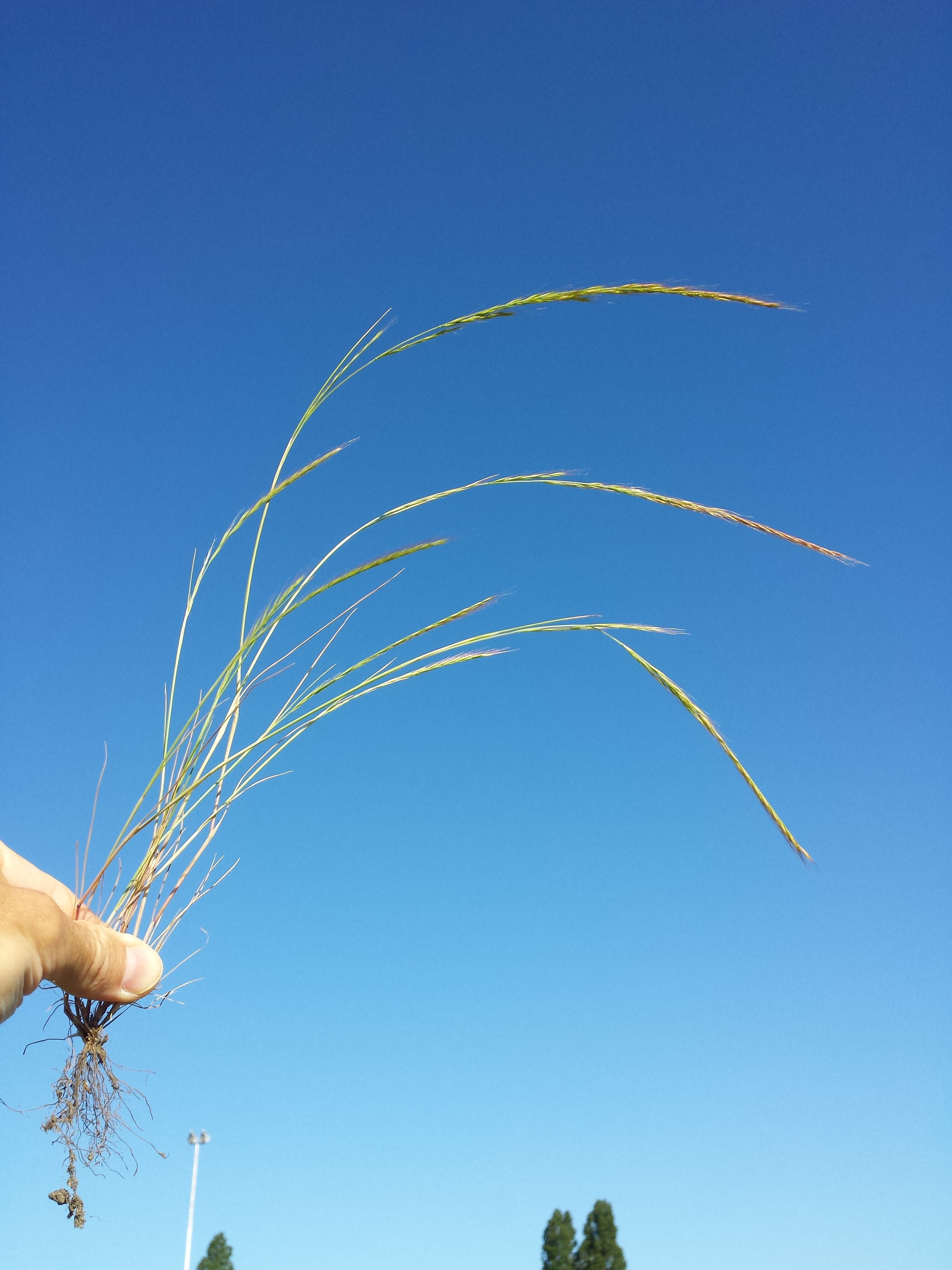
Habitus mit typisch überhängenden Rispen

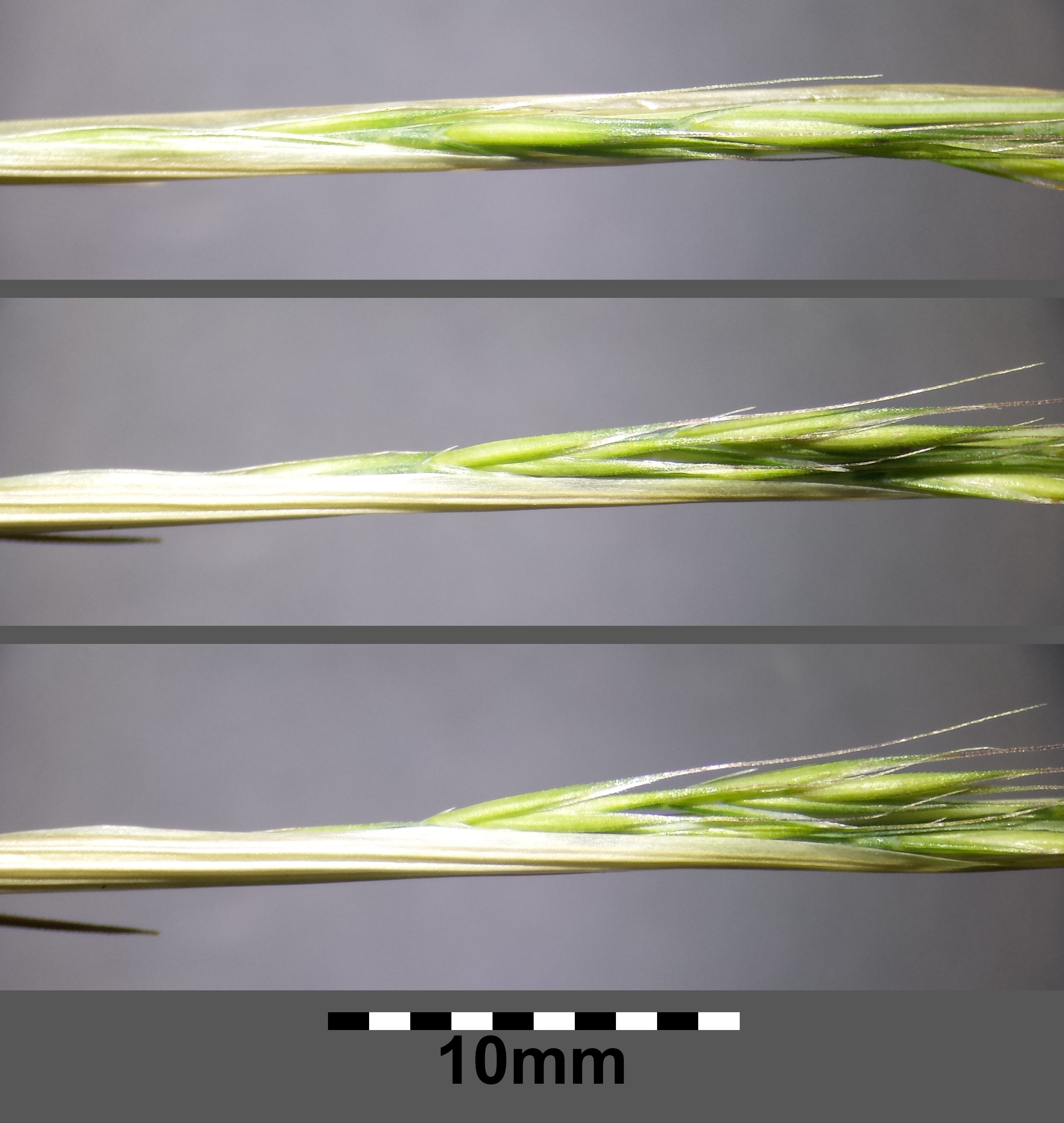
Der untere Teil der Rispe ist von der obersten Laubblattscheide umschlossen.

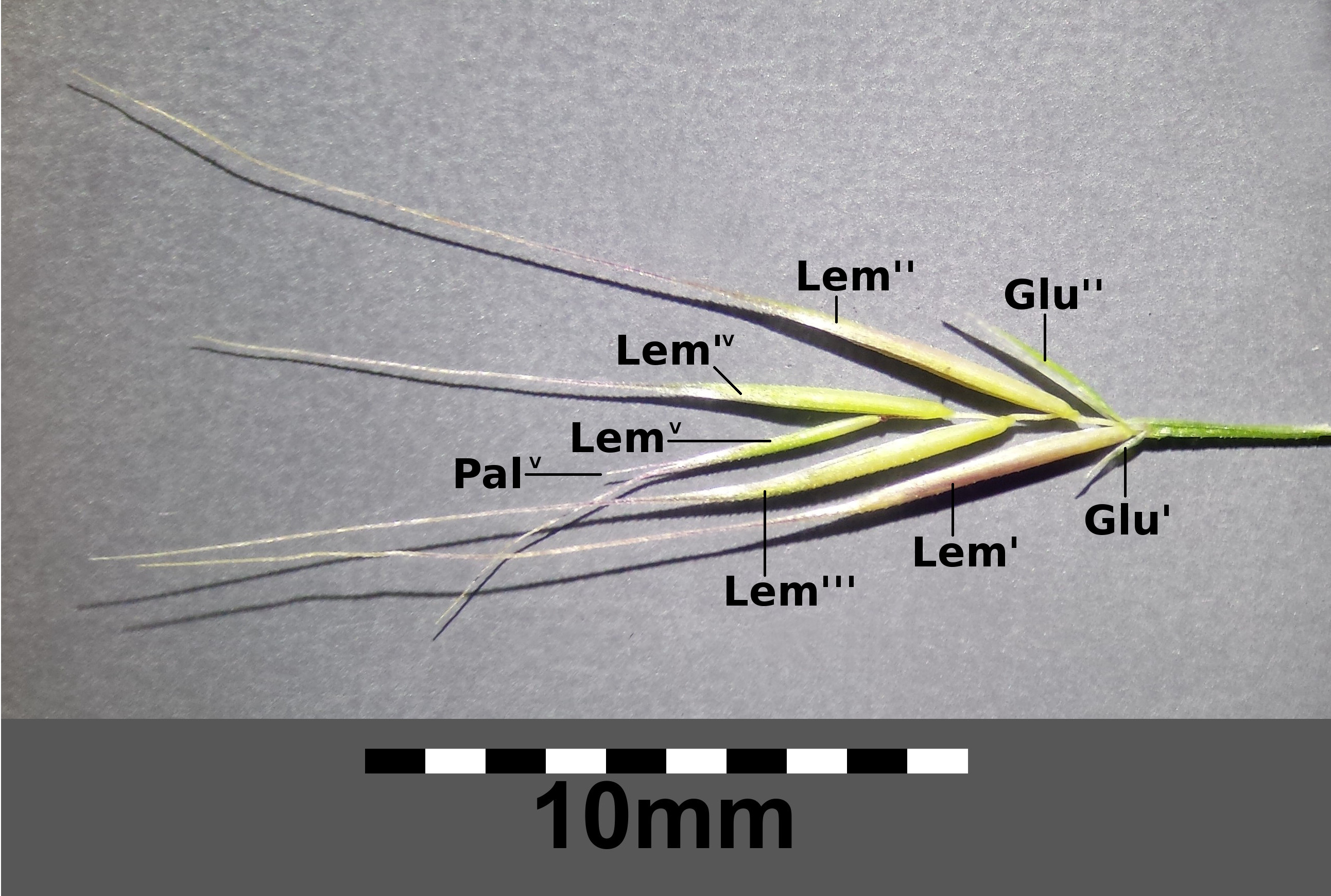
Ährchen mit unterer und oberer Hüllspelze (Glu) und fünf Deckspelzen (Lem) und Vorspelzen (Pal). Die obere Hüllspelze ist mindestens 2½-mal so lang wie die untere.

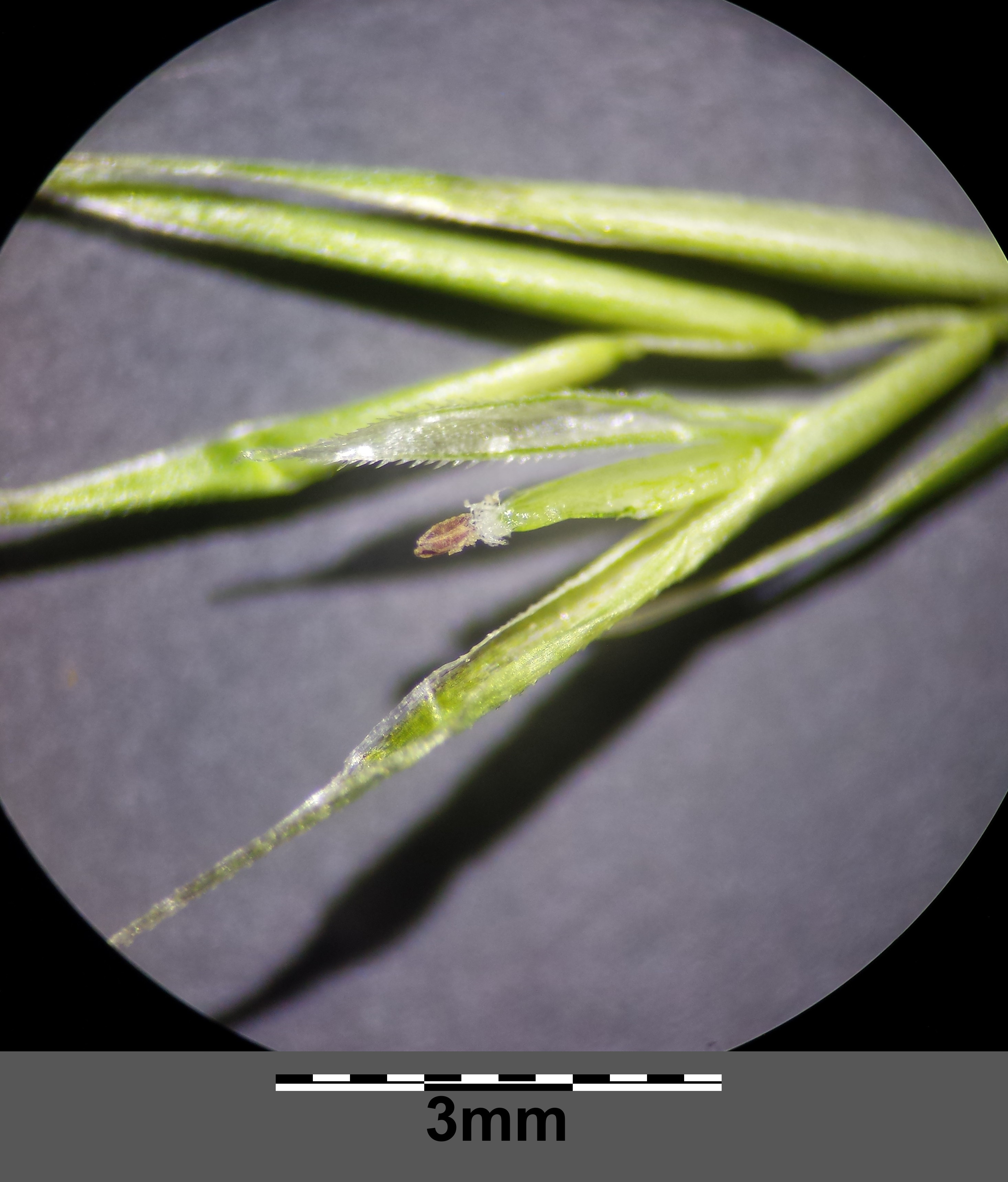
Die Blüte (Bildmitte) weist nur ein einziges Staubblatt auf.

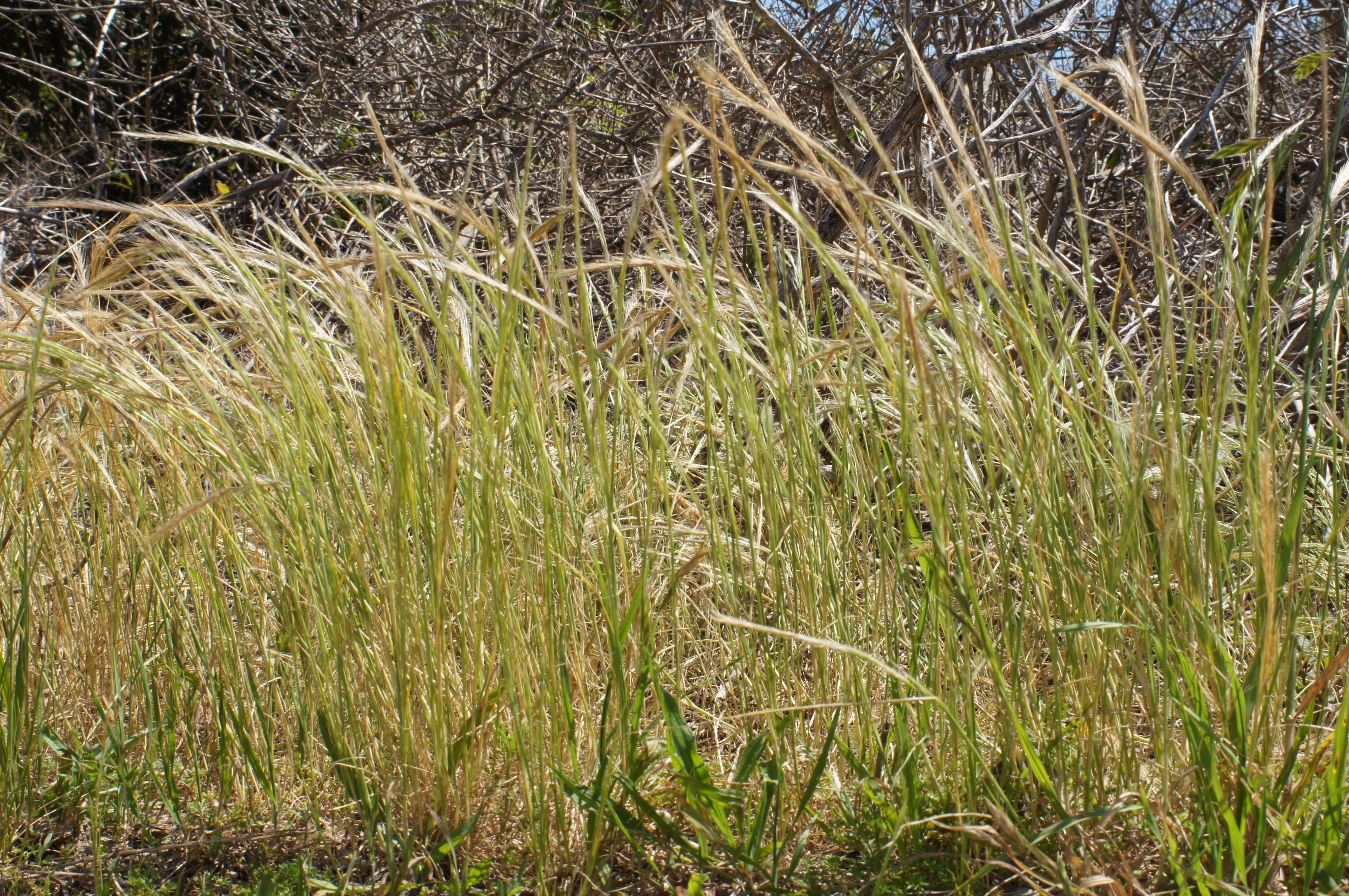
Habitus

### Vegetative Merkmale
Der Mäuseschwanz-Federschwingel wächst als einjährige krautige Pflanze in dichten Büscheln und erreicht eine Wuchshöhe von 10 bis 40 Zentimetern. Der Halm wächst aufrecht oder knickig aufsteigend. Alle Pflanzenteile sind hell bis bläulich-grün; sie werden jedoch schon nach kurzer Zeit stroh-gelblich.
Die wechselständig am bis oben von den Blattscheiden bedeckten Halm angeordneten Laubblätter sind in Blattscheide und -spreite gegliedert. Die obersten Blattscheiden wirken oft wie aufgeblasen. Die Blattspreiten sind meist borstlich behaart und wirken starr. Selten sind sie flach. Sie erreichen eine Länge von 2 bis 12 Zentimetern und sind 0.5 bis 2,5 Millimeter breit.

### Generative Merkmale
Die Blütezeit liegt vorwiegend in den Monaten Mai bis Juli. Die Ährchen stehen in einer einseitswendigen, meist 5 bis 35 (2-) (-45) Zentimeter langen und meist nur 5 bis 10 Millimeter breiten rispigen Blütenstand. Diese ist oft so lang wie der Traghalm und im oberen Teil meist bogig überhängend. Im unteren Teil wird sie oft von der obersten Blattscheide umhüllt. Die Ährchen sind (ohne Grannen gemessen) 6 bis 10 Millimeter lang und besitzen drei bis sieben Blüten.  Sie sind von langovaler Gestalt, hellgrün gefärbt und werden bald bräunlich.  Die Befruchtung geschieht meist innerhalb der nicht geöffneten Blüte (Kleistogamie). Die Hüllspelzen sind ungleich; die untere ist einnervig und 0,5 bis 2,6 Millimeter lang; die obere ist ein- bis dreinervig und 2 bis 8 Millimeter lang und läuft oft in eine 1 bis 2 Millimeter lange Granne aus. Die Deckspelzen sind fünfnervig und 4,5 bis 7 Millimeter lang. Sie laufen in eine 10 bis 15 Millimeter lange gerade Granne aus. Die Vorspelzen sind 4,5 bis 6 Millimeter lang. Es sind ein bis drei Staubblätter vorhanden. Die Staubbeutel sind 0,3 bis 1,2 Millimeter lang.
Die Chromosomenzahl beträgt 2n = 14 oder 42.

## Vorkommen
Der Mäuseschwanz-Federschwingel ist ein mediterran-submediterranes Florenelement. Seine Verbreitung reicht von Europa bis Taiwan und Sri Lanka und von Makaronesien bis zur Arabischen Halbinsel und bis Kenia. In der Neuen Welt, in Australien und anderen Ländern ist diese Art ein Neophyt. In Europa hat sie ursprüngliche Vorkommen in fast allen Ländern. Die Art fehlt nur in Island, Estland, Belarus, Moldau und Nordmazedonien; in Norwegen, Schweden, Finnland und in Litauen kommt sie eingeschleppt vor.
In Deutschland ist der Mäuseschwanz-Federschwingel häufiger nur in West- und Teilen Ostdeutschlands zu finden. Vielfach tritt er aber nur sehr unbeständig auf. In Österreich kommt der Mäuseschwanz-Federschwingel sehr selten in den östlichen Bundesländern vor und ist stark gefährdet. In der Schweiz findet man ihn in der collinen Höhenstufe allgemein zerstreut vor.
Die ökologischen Zeigerwerte nach Landolt et al. 2010 sind in der Schweiz: Feuchtezahl F = 1w (sehr trocken aber mäßig wechselnd), Lichtzahl L = 4 (hell), Reaktionszahl R = 3 (schwach sauer bis neutral), Temperaturzahl T = 4+ (warm-kollin), Nährstoffzahl N = 3 (mäßig nährstoffarm bis mäßig nährstoffreich), Kontinentalitätszahl K = 3 (subozeanisch bis subkontinental), Salztoleranz = 1 (tolerant).
Der Mäuseschwanz-Federschwingel wächst in Mitteleuropa an Wegrändern und Schuttstellen, auf Bahngelände und an Ackerrändern. Durch Verschleppung mit Schafwolle wächst er auch oft auf dürftigen Schafweiden. Er gedeiht am besten auf sommerwarm-trockenen, mäßig nährstoff- und basenreichen, sauren, durchlässigen aber festen, humus- und feinerdearmen Sand- oder Kiesböden. Er ist eine Charakterart des Filagini-Vulpietum aus dem Verband Thero-Airion, kommt aber auch in Pflanzengesellschaften der Verbände Sisymbrion und Onopordion oder der Klasse Plantaginetea vor. Er steigt auf Bahnhöfen im Schwarzwald bis 810 Meter Meereshöhe auf.

## Taxonomie
Die Erstveröffentlichung von Festuca myuros erfolgte 1753 durch Carl von Linné in Species Plantarum, Seite 74. Synonyme für Festuca myuros L. sind: Avena muralis Salisb. nom. superfl., Bromus bohemicus F.W.Schmidt ex Mert. & W.D.J.Koch, Distomischus myuros (L.) Dulac, Festuca commutata Steud. nom. illeg., Festuca linearis Gilib., Festuca megalura Nutt., Festuca myuros var. hirsuta (Hack.) Asch. & Graebn., Festuca pseudomyuros Soy.-Will., Mygalurus caudatus Link nom. superfl., Vulpia alpina L.Liu, Vulpia bromoides var. rigida Nees, Vulpia ciliata St.-Lag. nom. illeg., Vulpia crinita Lojac., Vulpia longivaginata St.-Lag. nom. superfl., Vulpia major (Rohlena) Á.Löve & D.Löve, Vulpia megalura (Nutt.) Rydb., Vulpia murorum Gray nom. superfl., Vulpia myuros (L.) C.C.Gmel., Vulpia pilosa C.C.Gmel. nom. nud., Vulpia pseudomyuros (Soy.-Will.) Rchb., Vulpia reclinata Dumort., Vulpia vaginata St.-Lag. nom. superfl., Vulpia myuros var. deserti Mouterde, Vulpia myuros var. hirsuta Hack., Vulpia myuros var. megalura (Nutt.) Auquier, Vulpia myuros var. pseudomyuros (Soy.-Will.) Fiori, Vulpia myuros var. subuniglumis Hack., Vulpia myuros subsp. megalura (Nutt.) Soják, Vulpia myuros subsp. pseudomyuros (Soy.-Will.) Maire & Weiller, Zerna myuros B.D.Jacks.